# Uriah Heep
Uriah Heep é uma banda de rock inglesa formada em Londres em 1969. Sua formação atual consiste no guitarrista Mick Box, o tecladista Phil Lanzon, o vocalista principal Bernie Shaw, o baterista Russell Gilbrook e o baixista Dave Rimmer. Eles passaram por inúmeras mudanças de formação ao longo dos 56 anos de carreira, deixando Box como o único membro original remanescente. Ex-membros notáveis da banda são os vocalistas David Byron, John Lawton, John Sloman e Peter Goalby, os baixistas Gary Thain, Trevor Bolder, John Wetton, Bob Daisley, Paul Newton e John Jowitt, os bateristas Nigel Olsson, Iain Clark, Lee Kerslake e Chris Slade, e os tecladistas Ken Hensley, Gregg Dechert e John Sinclair.
O Uriah Heep fez parte da cena rock do início dos anos 1970 e é considerado um dos principais pioneiros dos gêneros hard rock, heavy metal e rock progressivo. A banda já vendeu mais de 40 milhões de álbuns em todo o mundo com mais de quatro milhões de vendas nos Estados Unidos, onde suas canções mais conhecidas incluem "Gypsy", "Easy Livin'", "The Wizard", "Sweet Lorraine" e "Stealin'". Eles também mantêm um número significativo de seguidores e se apresentam em locais do tamanho de arenas nos Bálcãs, Alemanha, Japão, Holanda, Rússia, Finlândia e Escandinávia.

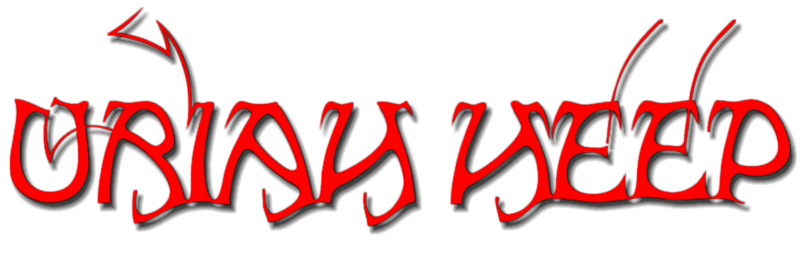
Logo da banda

Uriah Heep lançou vinte e cinco álbuns de estúdio de material original, vinte álbuns ao vivo e quarenta e uma compilações (incluindo dois álbuns de grandes sucessos). Treze dos álbuns de estúdio da banda chegaram ao UK Albums Chart (Return to Fantasy alcançou a 7ª posição em 1975), enquanto dos quinze álbuns da Billboard 200 do Uriah Heep, Demons and Wizards foi o de maior sucesso (nº 23, 1972). No final dos anos 1970, a banda teve grande sucesso na Alemanha, onde o single "Lady in Black" foi um grande sucesso.

## História

### Primeiros anos (1967-1971)

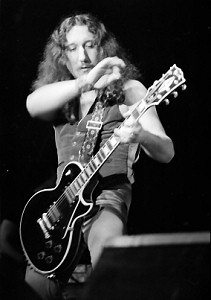
Mick Box em 1977

As origens da banda remontam a 1967, quando o guitarrista Mick Box, de 19 anos, formou uma banda em Brentwood, Essex, chamada Hogwash, que começou a tocar em clubes e pubs locais. Quando o vocalista da banda saiu, o baterista Roger Penlington sugeriu seu primo David Garrick (que conhecia a banda) como substituto. Box e Garrick formaram uma parceria de compositores e, tendo aspirações musicais maiores do que seus colegas, decidiram desistir de seus empregos diários e se profissionalizar. Eles montaram uma nova banda chamada Spice. David Garrick mudou seu sobrenome para Byron. O baterista Alex Napier (nascido em 1947 em Glasgow, Escócia) ingressou, tendo respondido a um anúncio de jornal musical; o baixista Paul Newton do The Gods completou a formação.
Spice evitou tocar covers e, de acordo com Box, sempre se esforçou "para fazer algo original." Gerenciada inicialmente pelo pai de Newton, a banda subiu até o nível The Marquee, então foi contratada por Gerry Bron (o chefe da Hit Record Productions Ltd.) que viu a banda no clube Blues Loft em High Wycombe. "Achei que eles eram uma banda que eu poderia desenvolver e os aceitei com base nisso", lembrou Bron mais tarde. Ele se tornou o empresário da banda e os assinou com a Vertigo Records, o recém-formado selo Philips. O quarteto se encontrou no Lansdowne Studios em Londres, ainda sob o nome de Spice. Em seguida, o nome foi alterado para o do conhecido personagem de David Copperfield, Uriah Heep (pois, de acordo com o biógrafo Kirk Blows, "o nome de Dickens estava em toda parte no Natal de 69 devido ao centésimo aniversário de sua morte"). De acordo com a autobiografia da banda de Dave Ling em 2001, Wizards and Demons, The Uriah Heep Story, embora o apelido de "Uriah Heep" tenha sido escolhido em dezembro de 1969, a banda continuou a fazer shows como "Spice" até Ken Hensley entrar em fevereiro de 1970. Uriah Heep então decidiu ampliar o som. "Na verdade, tínhamos gravado metade do primeiro álbum quando decidimos que os teclados seriam bons para o nosso som. Eu era um grande fã de Vanilla Fudge, com seu órgão Hammond e guitarra abrasadora no topo, e tínhamos os vocais de vibrato agudo de David de qualquer maneira, então foi assim que decidimos moldá-lo”, lembrou Box. Gerry Bron trouxe o músico de sessão Colin Wood, seguido por Hensley, um ex-colega de Newton in the Gods, que então tocava guitarra em Toe Fat. “Vi muito potencial no grupo para fazer algo muito diferente”, lembrou Hensley.
Seu álbum de estreia de 1970, …Very 'Eavy …Very 'Umble (lançado como Uriah Heep nos Estados Unidos), introduziu o órgão pesado de Hensley e o som de guitarra da banda, com os vocais teatrais e dinâmicos de David Byron elevando-se sobre fundos sonoros estrondosos, embora elementos acústicos e de jazz também aparecem na mixagem. O título do álbum faz referência à frase de assinatura do personagem Dickens ("muito 'humilde"). Hensley teve pouco a contribuir para a estreia: Box e Byron escreveram a maior parte do material, incluindo "Gypsy", de várias maneiras (de acordo com Blows) "... um casamento de contrastes" que, com o tempo, se tornou sua marca registrada. Em uma entrevista de 1989, Mick Box lembrou: "O engraçado é que escrevemos no Hanwell Community Center, e o Deep Purple estava ensaiando na sala ao lado da nossa. Você pode imaginar o tipo de barulho que estávamos fazendo entre nós." Durante o inverno de 1970, três quartos da gravação do álbum, o baterista Alex Napier foi substituído por Nigel Olsson, recomendado a Byron por Elton John. A estreia não foi popular entre os críticos de rock (especialmente nos Estados Unidos, onde a crítica da Rolling Stone Melissa Mills prometeu cometer suicídio "se esta banda conseguir"). No decorrer da produção do álbum, a relação de composição entre Box, Byron e Hensley estava começando a se desenvolver. "Foi muito rápido, porque estávamos todos nas mesmas coisas. Era como deveria ser, havia aquele tipo de química", lembrou Mick Box.
Quando Nigel Olsson voltou ao grupo de Elton John na primavera de 1970, Keith Baker assumiu seu lugar. O segundo álbum da banda, Salisbury (fevereiro de 1971), foi mais diretamente no gênero rock progressivo, com sua faixa-título de 16 minutos apresentando uma orquestra de 24 músicos. Uma das faixas do álbum, "Lady in Black", descrita por Donald A. Guarisco como "... uma melodia elegantemente arranjada que vai de uma melodia acústica de estilo folk a um rock pulsante cheio de harmonias fantasmagóricas e riffs de guitarra esmagadores". se tornou um sucesso na Alemanha após seu relançamento em 1977 (ganhando à banda o prêmio Radio Luxemburg Lion). Produzido por Gerry Bron, o segundo álbum foi significativo para a ascensão de Ken Hensley à posição de principal compositor.
Em dezembro de 1970, Keith Baker deixou a banda e foi substituído por Iain Clark (de outra banda da Vertigo, Cressida). Com ele, a banda fez uma turnê pela Alemanha no final de dezembro de 1970/janeiro de 1971 e fez sua primeira turnê pelos Estados Unidos na primavera de 1971, abrindo para Three Dog Night e Steppenwolf.
A essa altura, o contrato de Gerry Bron com a Philips/Vertigo havia acabado, então ele montou seu próprio selo, Bronze Records. O terceiro álbum foi gravado nos meses de verão de 1971, durante as três visitas da banda a Lansdowne. "Foi o momento em que a banda realmente encontrou uma direção musical sólida", disse Bron mais tarde. O terceiro álbum, Look at Yourself, lançado em outubro de 1971, marcou a solidificação de ideias díspares que haviam sido uma característica proeminente de Salisbury e apresentou o som e a direção unificados. "July Morning" tem sido frequentemente citada como a faixa de destaque. "Acho que 'July Morning' é um dos melhores exemplos de como a banda estava se desenvolvendo naquele momento. Ele introduziu muita dinâmica, muita luz e sombra em nosso som", disse Ken Hensley. O álbum alcançou a posição 39 no Reino Unido.

### Sucesso (1972-1976)

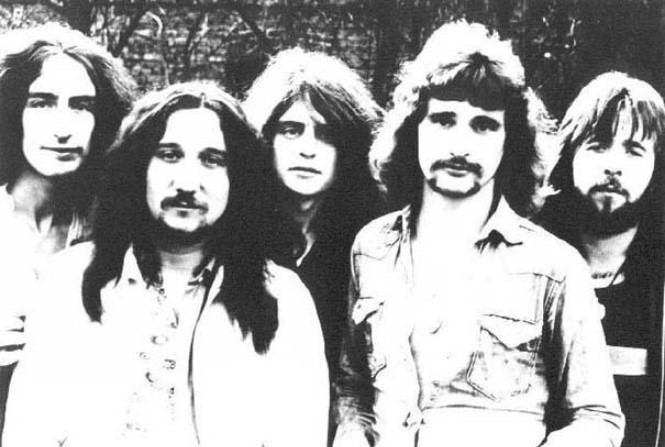
Uriah Heep em 1972

No final de 1971, ficou claro, de acordo com Hensley, que ele, Byron e Box haviam se tornado o núcleo coeso da banda. Sentindo-se marginalizado e recentemente abalado quando se envolveu em um acidente na Alemanha em um dos carros da banda, o primeiro baixista Paul Newton saiu, em novembro de 71, e foi brevemente substituído por Mark Clarke. Newton relembrou em uma entrevista de 2000 no site do Uriah Heep sua saída: "Bem, como você sabe, meu pai administrou a banda nos primeiros dias, com os Gods and Spice. Ele comprou muitos equipamentos e assim por diante. Quando nos tornamos Uriah Heep e Ken se juntou à banda – e Ken é o primeiro a admitir isso – ele tinha ideias bem definidas sobre o que queria fazer em uma banda. Suponho que, de certa forma, era como se a banda fosse um veículo que Ken precisava e usava para juntar suas próprias ideias. E não há nada de errado com isso como tal. Quero dizer, convenhamos, o fato de que o que fizemos foi bem-sucedido também foi ótimo para mim. Mas depois de um tempo você está fadado a entrar em conflito em uma situação como essa. Havia outros problemas também, porque Gerry Bron era agora o gerente e meu pai estava tentando recuperar algum dinheiro dele - obter algum de seu dinheiro de volta no equipamento e assim por diante. Havia muita infelicidade em todos os níveis e todos estavam infelizes de várias maneiras. Na verdade, eu queria deixar a banda por um bom tempo antes de sair, mas não o fiz. De qualquer forma, com os horários de trabalho pesados e as pressões e assim por diante, acabei desmaiando no palco uma noite e os outros membros da banda decidiram que eu deveria ir. Foi engraçado porque eu não queria ir e havia muita animosidade, mas ao mesmo tempo foi um tremendo alívio".
Nesse mesmo novembro, Iain Clark foi substituído por Lee Kerslake. O neozelandês Gary Thain, então membro da Keef Hartley, juntou-se ao Uriah Heep como membro permanente em fevereiro de 1972 no meio de outra turnê americana, substituindo Mark Clarke que estava exausto e à beira de um colapso mental. "Gary simplesmente tinha um estilo sobre ele, era incrível porque todo baixista no mundo que eu já conheci sempre amou seu estilo, com aquelas linhas de baixo melódicas", disse Box mais tarde. Assim, o "clássico" Uriah Heep se formou e, de acordo com o biógrafo K. Blows, "Tudo se encaixou".
O resultado dessa química recém-descoberta foi o álbum Demons and Wizards, que alcançou a 20ª posição no Reino Unido e a 23ª posição nos Estados Unidos em junho de 1972. Embora o título e a capa de Roger Dean sugerissem que a banda estava trabalhando romanticamente o mito medieval em suas canções - e certamente canções como "Rainbow Demon" e "The Wizard" (co-escritas por Mark Clarke, durante sua curta estada) fizeram têm ligações temáticas com o mundo da fantasia - uma abordagem de hard rock mais direta também era aparente. Para descartar qualquer possível insinuação sobre qualquer tipo de conceito por trás dele, a nota de Hensley na capa declarava que o álbum era "... apenas uma coleção de nossas canções que nos divertimos gravando." Tanto os críticos quanto os aficionados da banda têm o álbum em alta consideração, que, de acordo com AllMusic, "...solidificou a reputação de Uriah Heep como um mestre do heavy metal de influência gótica." Ken Hensley lembrou:
A banda estava muito focada naquele momento. Todos queríamos a mesma coisa, estávamos todos dispostos a fazer os mesmos sacrifícios para o conseguir e estávamos todos muito empenhados. Foi o primeiro álbum a trazer aquela formação e havia uma magia naquela combinação de pessoas que criava tanta energia e entusiasmo.
Dois singles foram lançados do álbum: "The Wizard" e "Easy Livin '", o segundo (um roqueiro desafiador, de acordo com Blows, "... feito sob medida para o showmanship extrovertido de Byron") alcançou a posição 39 na parada Billboard Hot 100. Seis meses depois, em novembro de 1972, o quinto álbum de estúdio do Uriah Heep, The Magician's Birthday (No. 28 UK, No. 31 US)  foi lançado, com "Sweet Lorraine" lançada como single americano e a faixa-título Épico de fantasia em duas partes com duelo vocal de Hensley-Byron e extenso solo de guitarra de Box no meio) sendo o destaque do álbum. "Urias Heep costumava ter uma imagem, agora eles têm personalidade", escreveu Melody Maker em 1973. Muito disso veio do extravagante Byron. "David era o ponto de comunicação, o ponto focal da apresentação de palco de todo o grupo. Ele tinha tanto carisma, tanta habilidade", admitiu Hensley muitos anos depois. Mas Hensley também se tornou um instrumentista sofisticado e uma personalidade de palco, cuja escrita e talento para o teclado inflamaram o resto da banda.

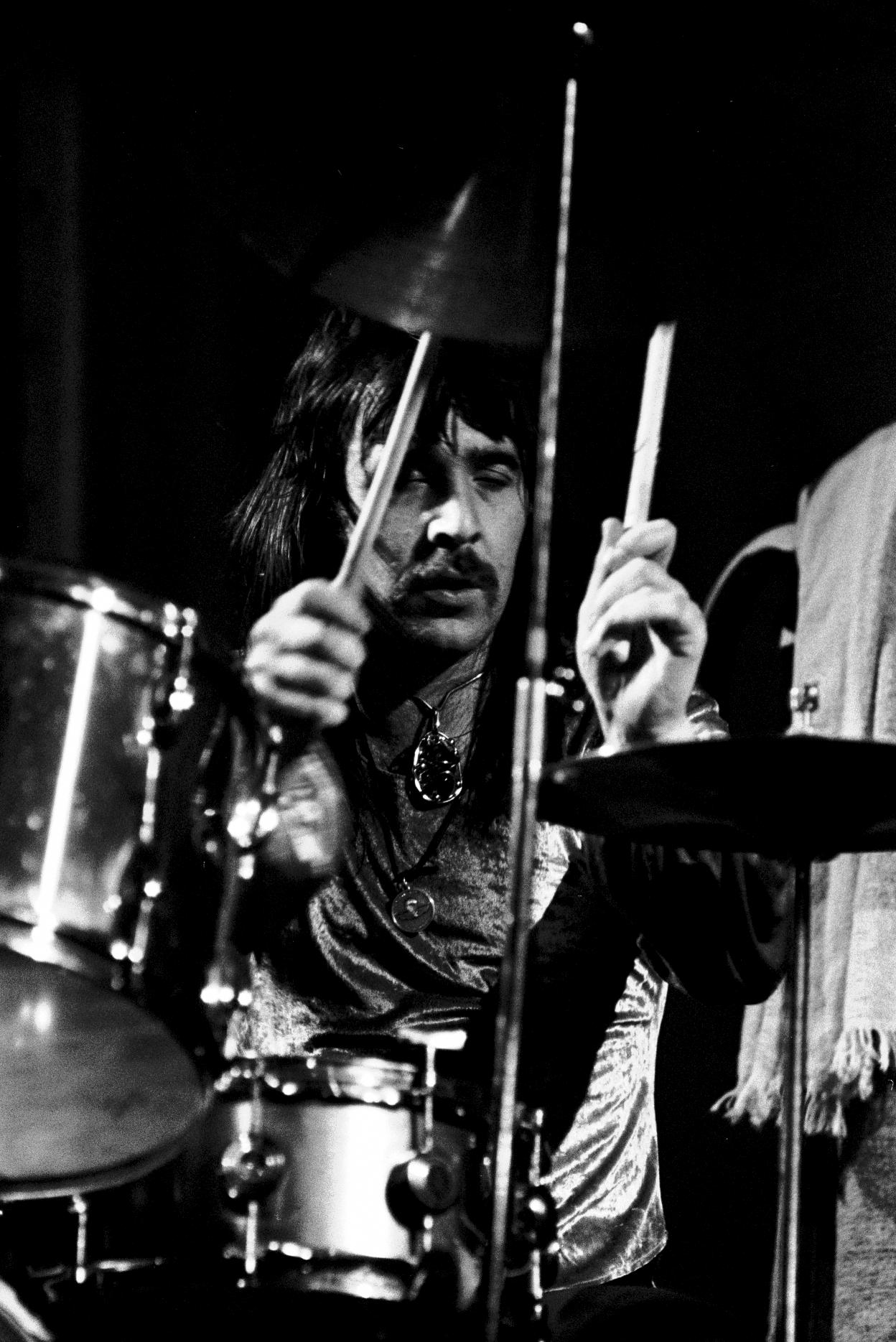
Lee Kerslake em 1973

Seguiu-se um álbum duplo luxuosamente embalado (um livreto de oito páginas mais) Uriah Heep Live, gravado no Birmingham Town Hall em janeiro de 1973. Tendo completado mais uma turnê japonesa, a banda (devido a problemas fiscais) foi para o exterior para gravar no Chateau d'Herouville na França. Foi lá que o sólido, mas bastante mainstream, Sweet Freedom (No. 18 UK, No. 33 US) foi criado com "Stealin'" lançado como single. Tendo conquistado reconhecimento mundial, a banda abandonou o mundo da fantasia nas letras e fez uma óbvia tentativa de versatilidade adicionando funk ("Dreamer") e um número acústico ao longo das linhas de elementos de cantores/compositores contemporâneos ("Circus") à paleta. Enquanto isso, Ken Hensley vinha gradativamente gravando seu próprio material mais suave; sua estreia solo , Proud Words on a Dusty Shelf, foi lançada no mesmo ano.
Wonderworld (junho de 1974), gravado no Musicland Studios em Munique em janeiro, decepcionou fãs e membros da banda. "Gravar no exterior interrompeu o método normal de operação da banda e isso teve um grande efeito negativo no grupo. Nossa comunicação estava desmoronando, estávamos discutindo coisas como royalties e estávamos nos envolvendo em assuntos além da música", disse Hensley. Box lembrou as semanas passadas no estúdio como "dramáticas" por todos os motivos errados. "David estava bêbado a maior parte do tempo, Kenny estava tendo um momento emocional e eu estava constantemente tentando ajudá-los, então foi difícil para mim também. Também houve um pouco de atrito porque o (artístico) Kenny não gostou de toda a atenção que o (extravagante) David estava recebendo." Gary Thain estava com problemas ainda mais sérios. De acordo com Blows, "uma agenda de turnês extenuante, agravada pela forte dependência de drogas do baixista (inerente mesmo antes de ingressar no Heep) estava cobrando seu preço, embora as coisas tenham piorado durante a turnê em setembro", quando o baixista recebeu um grave choque elétrico. no palco em Dallas durante um show no Moody Coliseum da Universidade Metodista Meridional em 15 de setembro de 1974. O resto da turnê nos Estados Unidos foi cancelado e as datas no Reino Unido remarcadas para outubro. Logo após sair do hospital, Thain, no Sounds, acusou abertamente o empresário Gerry Bron de ter transformado Uriah Heep em uma mera "coisa financeira" e foi demitido dois meses após o último show do grupo de 1974 no New Theatre em Oxford em 14 de dezembro. Um ano depois, em 8 de dezembro de 1975, Gary Thain foi encontrado morto em sua casa em Norwood Green, após uma overdose de heroína.

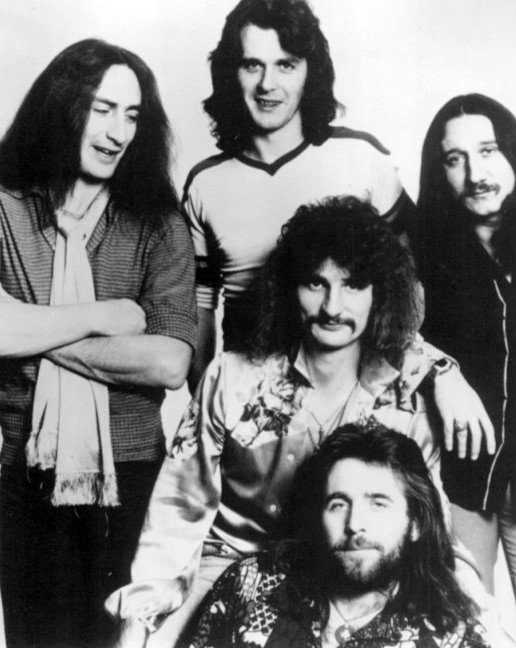
Uriah Heep em 1976

John Wetton (ex-Family e King Crimson) juntou-se à banda em março de 1975 e com ele foi gravado Return to Fantasy (junho de 1975); representando um Uriah Heep revitalizado, subiu para a 7ª posição no Reino Unido. “Foi um alívio ter alguém sólido e confiável, e ele também tinha um monte de ideias”, lembrou Box. A seguinte "turnê mundial de um ano" (de acordo com uma manchete da NME), foi prejudicada por um novo acidente. Mick Box caiu do palco em Louisville, Kentucky, em 2 de agosto de 1975, quebrando o osso radial do braço direito (mas ele perseverou durante o set e a turnê, recebendo três injeções por noite). Em 26 de março de 1976 no Roy Wilkins Auditorium em St. Paul, Minnesota, John Wetton sofreu um acidente quando ele (como seu antecessor, Thain) recebeu um choque elétrico no palco.
Em novembro de 1975, a compilação The Best of Uriah Heep foi lançada, precedida por dois álbuns solo: o de estreia de Byron, Take No Prisoners, e o segundo de Hensley, Eager to Please.
High and Mighty veio em junho de 1976. Foi considerado leve; Even Box declarou: "menos do 'eavy e mais do 'umble" (fazendo referência à autodescrição de Uriah Heep como "'umble" em David Copperfield de Dickens). A questão da produção aqui tornou-se o ponto de maior discórdia. Com Bron comprometido com projetos não musicais (incluindo seu serviço de táxi aéreo), a banda decidiu produzir o álbum por conta própria. O empresário mais tarde insistiu que o resultado foi o pior álbum de Heep, enquanto Hensley acusou o empresário de ignorar deliberadamente os interesses da banda. O álbum, no entanto, foi lançado da maneira mais luxuosa (com jornalistas e empresários sendo levados para o topo de uma montanha suíça para uma recepção). Porém, não combinava com a qualidade dos shows ao vivo, que ficavam cada vez mais caóticos devido à inconsistência de Byron no palco. "Ele sempre ficava bêbado depois do show, mas nunca chegava ao ponto de prejudicar o próprio show. A performance sempre foi em primeiro lugar com David. Foi quando o show começou a ficar em segundo lugar que os problemas começaram", lembrou Hensley. "A distância entre David e o resto cresceu para proporções impraticáveis", de acordo com Blows. "É uma tragédia dizer isso, mas David era uma daquelas pessoas clássicas que não conseguiam encarar o fato de que as coisas estavam erradas e ele procurava consolo em uma garrafa", comentou Bron. Em julho de 1976, após o último show de uma turnê espanhola, Byron foi demitido. Logo o baixista John Wetton anunciou que estava saindo. Obviamente ele não se sentia confortável na banda, nem seus colegas com ele. Hensley explicou mais tarde: "Quando ele entrou, pensamos que poderíamos substituir um grande baixista (Thain) por outro grande baixista, mas ignoramos o fator de personalidade, que é crucial. Foi como enxertar um novo pedaço de pele, mas simplesmente não funcionou - o corpo rejeitou."

### Período pós-David Byron (1976-1981)

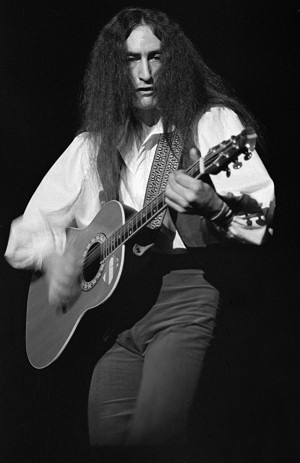
Ken Hensley em 1977

Uriah Heep recrutou o baixista Trevor Bolder (ex-David Bowie, Mick Ronson), e após ter feito testes com David Coverdale (Deep Purple, Whitesnake), Ian Hunter (Mott the Hoople) e Gary Holton (Heavy Metal Kids), trouxe John Lawton, anteriormente de Lucifer's Friend e Les Humphries Singers, com quem eles se afastaram totalmente das letras voltadas para a fantasia e das composições de várias partes para um som de hard rock mais direto típico da época. Box disse mais tarde: "Em termos de imagem, ele não era exatamente o que procurávamos, mas sua flauta era perfeita e então optamos pelo lado musical." Hensley concordou: "Ele tinha uma voz que pensei que daria uma nova dimensão."
Firefly foi lançado em fevereiro de 1977, exibindo "efervescência e energia renovadas ao revelar o que era claramente um novo começo para Heep" (por. K. Blows), "um novo vigor e confiança" (de acordo com uma revisão do Record Mirror)  e também as habilidades do novo cantor: o último (de acordo com AllMusic), embora sem o alcance multi-oitavo de David Byron, " ... ostentava uma voz de hard rock impressionante e emocionalmente rica que instantaneamente se fundiu com o som do Uriah Heep." A banda então fez uma turnê pelos Estados Unidos abrindo para o Kiss. Paul Stanley mais tarde lembrou: "Eles foram incrivelmente profissionais e tão consistentes que suas piores noites foram excelentes e as melhores foram tremendas."
Innocent Victim, lançado em novembro de 1977, "tinha uma ligeira vantagem sobre Firefly " de acordo com Box, mas ainda em retrospecto esta "... mistura de roqueiros agudos e curtos e baladas pop" parecia "uma tentativa de cortejar o americano mercado AOR." O single "Free Me" (cujo "estilo acústico e ênfase nas harmonias trouxe o grupo perigosamente perto do território dos Eagles", de acordo com AllMusic)  se tornou um sucesso internacional. Na Alemanha, o álbum vendeu mais de um milhão de cópias e se tornou o de maior sucesso do Uriah Heep, o que coincidiu com o sucesso do relançado "Lady in Black". Por algum tempo durante este período, havia três singles do Uriah Heep sentados juntos no Top 20 alemão, sendo eles "Wise Man" (de Firefly), "Lady in Black" e "Free Me".
No final de 1978, Fallen Angel saiu, tendo completado um hat-trick de álbuns de estúdio para apresentar uma formação consistente (apenas a segunda vez em sua carreira que o fizeram). "Muito pop" para o gosto de Mick Box (mas ainda assim, "muito excêntrico para caber na conta de um disco AOR", de acordo com Allmusic), foi bem recebido na época ( Sounds deu 4 estrelas), mas não conseguiu gráfico. Enquanto isso, a relativa estabilidade do período de Lawton desmentia a agitação nos bastidores relacionada ao fato de Ken Hensley ganhar muito mais do que seus colegas. "Tudo o que ele escreveu, ele teve que usar ... E se você insistir em usar tudo, acaba com álbuns abaixo do padrão", opinou Box descontente. A grande brecha, porém, desenvolveu-se entre Hensley e Lawton. Como escreve K. Blows, "a combinação de fricção constante entre os dois (resultando na coisa mais próxima da violência que o grupo já havia visto) e a presença constante da esposa de Lawton na estrada finalmente levou o vocalista a pegar o chop, logo após tocar o Festival de Bilzen na Bélgica em agosto de 1979."
O ex-Lone Star John Sloman foi contratado, um cantor mais jovem que tocava teclado e violão e era, nas palavras de Box, "...um polivalente". Mas quase instantaneamente, Lee Kerslake partiu, após uma briga com Bron, a quem o baterista acusou de favoritismo em relação ao material de Hensley. Várias faixas do próximo álbum tiveram que ser regravadas com um novo baterista, Chris Slade (da Manfred Mann's Earth Band). O LP Conquest foi lançado em fevereiro de 1980 (no mundo inteiro, exceto nos Estados Unidos, onde nunca foi lançado) e recebeu 5 estrelas da Record Mirror, mas, segundo Box, "foi um álbum difícil de gravar" e representou "um Heep confuso". até mesmo "uma bagunça" (nas palavras de Trevor Bolder). A banda fez a turnê do 10º aniversário com a Girlschool como suporte e atraiu multidões respeitáveis. Hensley estava muito infeliz, principalmente com Sloman, e explicou o porquê:
A banda escolheu John e eu me opus a essa decisão. Ele era um bom músico e parecia ótimo, mas eu pensei que ele tinha pouco a seu favor vocalmente. A maneira como ele interpretava as músicas era totalmente diferente da maneira como eu as escrevia. Eu poderia entender querer seguir em frente, mas isso era como a diferença entre Black Sabbath e Gino Vannelli. Não estávamos abordando nossos problemas básicos, pois não estávamos restabelecendo nossa direção musical e John definitivamente não estava nos ajudando a fazer isso.
Uma reunião no escritório do gerente sobre a dissidência da composição foi a gota d'água e, em setembro de 1980, Hensley saiu. Gregg Dechert, um canadense que havia trabalhado com Sloman em Pulsar, entrou e a banda fez uma turnê de 23 datas pelo Reino Unido. Depois disso, Sloman saiu, alegando diferenças musicais por um motivo. Mais tarde, ele trabalharia com UFO, Gary Moore e Robert Palmer. A amarga partida de Hensley deixou o grupo em estado de colapso. Box e Bolder visitaram David Byron com propostas atraentes. "Não pudemos acreditar quando ele disse que não queria saber", lembrou o guitarrista. Bolder, que naquela época "... estava farto de Gerry Bron e da administração", decidiu se juntar ao Wishbone Ash. Quando Dechert saiu, Uriah Heep estava reduzido a apenas Mick Box com o nome e o contrato.

### Era Peter Goalby (1982-1986)
Box lembrou: "Eu me tranquei em meu apartamento por dois dias e bebi até perder os sentidos em completa autopiedade. Mas de alguma forma consegui me recompor e considerar minhas opções." Primeiro ele ligou para Lee Kerslake (que entretanto havia co-fundado a Blizzard of Ozz com Ozzy Osbourne) e o baterista trouxe consigo o baixista Bob Daisley. Então veio John Sinclair que Box conhecia desde os tempos que ele era um membro do Heavy Metal Kids e que atualmente tocava com uma banda de Los Angeles chamada Lion. O novo vocalista da banda se tornou Peter Goalby, do famoso Trapeze. Este último já havia feito um teste para Uriah Heep e falhou, ironicamente Hensley sendo o único membro da banda que o apoiou como uma escolha. "Com a contribuição de todos nós para a escrita, forjamos nossa nova direção", lembrou Box.
Produzido por Ashley Howe, o álbum Abominog (de acordo com Blows) foi, "importante...na forma como tirou o Heep dos anos 70 e os empurrou para os anos 80 com força de determinação", mesmo que soasse um pouco americano demais. Lançado em março de 1982 (e precedido em fevereiro pelo EP Abominog Junior ), conquistou a crítica. A Sounds deu uma crítica cinco estrelas, a recém-criada revista de rock Kerrang! declarou-o "o álbum mais maduro e talvez o melhor de sua carreira" e, em retrospecto, ainda é visto como "um dos álbuns mais consistentes e envolventes do extenso catálogo do grupo". O álbum foi relativamente bem nas paradas americanas (No. 56) após seu lançamento nos Estados Unidos em setembro de 1982 e a banda se apresentou com sucesso no evento Castle Donington Monsters of Rock algumas semanas antes disso, em 21 de agosto.
Head First (maio de 1983), produzido novamente por Ashley Howe (que, segundo Goalby, tornou-se "como o sexto membro da banda"), seguiu muito na mesma linha, perseguindo (de acordo com AllMusic) ".. .uma combinação semelhante de poder de fogo de heavy metal e suavidade AOR." Não muito antes de seu lançamento, Daisley deixou a banda para retornar a Ozzy Osbourne e Trevor Bolder voltou a se juntar ao Uriah Heep. Ambos os álbuns, Abominog e Head First, atualizaram o som da banda e geraram um breve e recente interesse em Uriah Heep entre os fãs de heavy metal mais jovens.
Uriah Heep fez uma turnê pelos Estados Unidos abrindo para Rush, Judas Priest e Def Leppard, cujo vocalista Joe Elliott lembrou: "Eles foram a melhor banda com a qual já fizemos turnê, seja como manchete ou suporte, porque não havia ego, nenhum tipo pretensioso de coisa. Eles eram bons na medida em que aprendemos muito com eles."
A essa altura, Gerry Bron não era mais o gerente do Uriah Heep (eles eram cuidados por Neil Warnock na Europa e pela equipe de gerenciamento do Blue Öyster Cult nos EUA) e então, finalmente, a Bronze Records entrou em colapso sob o peso de dívidas, que, de acordo com a Box, "...custou muito dinheiro ao Heep." Grandes turnês asiáticas e sul-americanas se seguiram antes de a banda retornar ao estúdio com o produtor Tony Platt e um novo contrato com o selo Portrait da CBS garantido pelo novo empresário Harry Maloney. Enquanto isso, David Byron morreu de ataque cardíaco e doença hepática em 28 de fevereiro de 1985, aos 38 anos
Equator (março de 1985) vendeu mal, devido ao fato de que "a CBS fez um péssimo trabalho ao colocá-lo nas lojas", como Box o viu. Por outro lado, o que Kirk Blows descreveu como "uma peça sólida de produto com potencial para se sair extremamente bem" foi considerado menos favorável por revisores posteriores. Jason Anderson, por exemplo, argumenta que com este álbum "sem brilho", alto apenas "na classificação de alto nível", a banda desperdiçou a chance que o Portrait lhe deu.
Totalmente exausto e com sérios problemas de voz, Goalby saiu em novembro de 1985 após uma turnê australiana. "Eu amei e acreditei em Uriah Heep, mas isso acabou comigo no final", foram suas palavras de despedida. Então John Sinclair saiu, decidindo se juntar a Ozzy Osbourne, e o tecladista Phil Lanzon (Grand Prix, Sad Café) entrou, encaixando-se imediatamente no esquema de coisas previsto pela Box.
O cantor americano Steff Fontaine, ex-Joshua, ingressou em julho de 1986, mas foi criticado por ser totalmente "não profissional" (ele perdeu, por algum motivo, um show em São Francisco) e foi demitido em setembro de 1986 após apenas uma turnê americana. A posição de Fontaine foi oferecida então ao ex-Grand Prix, Praying Mantis e Stratus vocalista Bernie Shaw, e isso em retrospecto foi uma jogada vencedora. Shaw "se sentiu honrado por ter sido convidado para se juntar a uma banda tão lendária", enquanto para Box "foi como se tudo estivesse se encaixando".

### Novos membros,Raging SilenceeDifferent World(1986–1993)

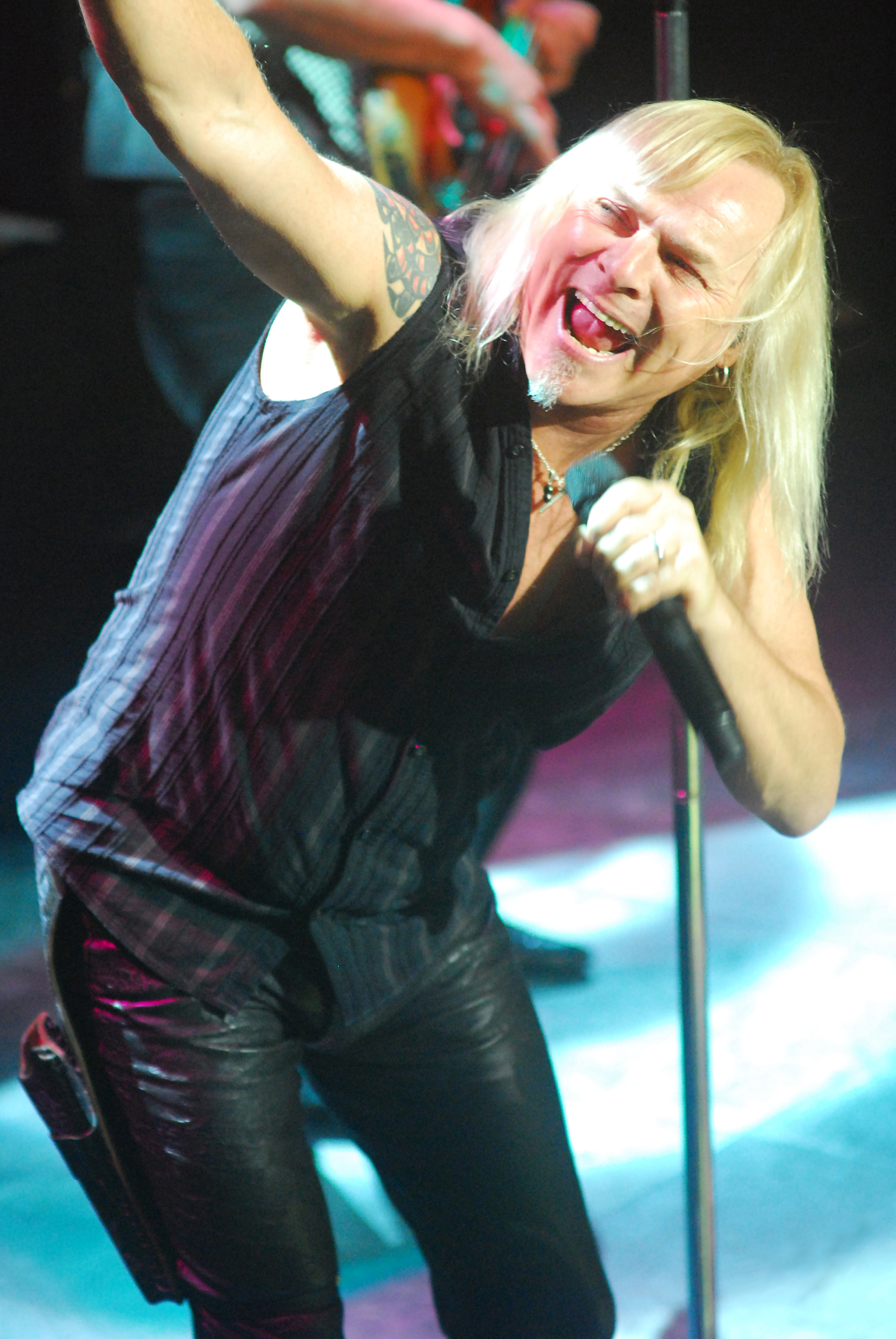
Bernie Shaw é vocalista do Uriah Heep desde 1986.

A formação permaneceu inalterada de 1986 a 2007 com o veterano Mick Box no comando, Trevor Bolder no baixo, Lee Kerslake na bateria, vocalista Bernie Shaw e Phil Lanzon nos teclados. Seu principal circuito de turnê foi na Alemanha, Holanda, Escandinávia, Japão e Rússia. Em dezembro de 1987, eles se tornaram a primeira banda de rock ocidental a tocar na União Soviética, sob a política de glasnost de Mikhail Gorbachev (as bandas pop ocidentais Boney M, Cliff Richard, Nitty Gritty Dirt Band e Elton John já haviam feito shows lá na final dos anos 70 durante a era pré-Gorbachev). No Estádio Olímpico de Moscou, a banda tocou dez noites consecutivas para um total de 180.000 pessoas (após uma recepção que Bernie Shaw lembrou como sendo "algo como Beatlemania"), o que foi representado na imprensa internacional não apenas como uma conquista para Uriah Heep, mas um grande avanço para a música ocidental em geral. Os shows foram gravados e lançados como o álbum Live in Moscow, que incluía três novas faixas. Ironicamente, foi isso por trás da excursão da Cortina de Ferro que fez bem em restabelecer o nome de Heep em casa. Depois de uma série de datas esgotadas na Tchecoslováquia, Berlim Oriental e Bulgária, a banda voltou à Grã-Bretanha para o Reading Festival em agosto de 1988 e fez uma turnê pelo Reino Unido com The Dogs D'Amour.
Raging Silence, produzido por Richard Dodd e lançado em maio de 1989, foi seguido por um retorno à União Soviética, shows na Polônia, Berlim Oriental, seis datas no Brasil e outra turnê britânica. "Os últimos dois anos foram os mais agradáveis de todo o meu tempo no Heep", disse Trevor Bolder na época. A banda tocou nos estúdios da Central TV em Nottingham em 29 de novembro de 1989 (o filme foi exibido como parte da série de TV independente Bedrock e alguns anos depois foi repetido na série Cue Music) e comemorou seu 20º aniversário com uma série de compilações e reedições.
Produzido por Trevor Bolder e lançado no início de 1991, Different World teve uma recepção mista da imprensa (colocado na Kerrang!, aclamado na Metal Hammer) e vendeu mal. "Mais uma gravação tecnicamente sólida, mas artisticamente branda de Uriah Heep" (de acordo com AllMusic)  falhou nas paradas e marcou o fim do contrato da banda com a Legacy Records. Em turnê incessante, a banda lançou algumas compilações das quais Rarities from the Bronze Age e The Lansdowne Tapes (apresentando material inédito do início dos anos 1970) são consideradas as mais notáveis. Ainda assim, a primeira metade da década de 1990 é considerada até mesmo pelos fãs do Heep como "os anos selvagens".

### Sea of LighteSonic Origami(1994–2006)
No final de março/início de abril de 1995, o ex-vocalista da banda, John Lawton, voltou brevemente ao Uriah Heep por duas semanas para uma turnê pela África do Sul e Áustria com o Deep Purple, substituindo Bernie Shaw, que sofria de problemas de voz na época.
O álbum Sea of Light (lançado em abril de 1995) produzido pela banda junto com Kalle Trapp foi bem recebido e em retrospecto é visto como o retorno da banda à forma, sendo a chave do sucesso (segundo o crítico Donald A. Guarisco) da maneira como "abandonou os estilos imprudentes de pop metal de álbuns como Equator para um retorno ao estilo de metal old-school com toque gótico que destacou álbuns clássicos do Uriah Heep como Look at Yourself.
Produzido por Pip Williams, Sonic Origami, lançado originalmente na Europa e no Japão no outono de 1998 e, um ano depois, nos Estados Unidos, tinha "um tom grandioso e épico" que, segundo o crítico de rock Steve Huey, "não nem sempre combinam com o hard rock progressivo de Uriah Heep, ainda sendo uma entrada sólida em seu gênero escolhido". O lançamento foi seguido por uma turnê européia de sucesso, que continuou até 1999.
A banda lançou o DVD The Legend Continues e depois fez uma turnê pelo Reino Unido. Um show de reunião com Ken Hensley e John Lawton aconteceu em Londres em 7 de dezembro de 2001 durante a Magicians Birthday Party, que desde então se tornou uma tradição, embora Hensley nunca mais tenha se juntado.
No início de 2001, durante o verão, o grupo embarcou em sua primeira turnê nos Estados Unidos em sete anos e voltou no ano seguinte para encabeçar as duas noites do Classic Rock Productions Classic Rock Festival no Patriots Theatre no Trenton War Memorial em Trenton, Nova Jersey. em 5 e 6 de outubro de 2002, ao lado de Mostly Autumn, Asia, Karnataka, Focus e Nektar. Uriah Heep fez um show elétrico na primeira noite e um show totalmente acústico na segunda.
Durante a maior parte dos anos que se seguiram, o Uriah Heep voltou à Grã-Bretanha para uma turnê ou apenas para seu show anual, o Magicians Birthday Party, que em 2003 foi realizado no agora demolido London Astoria. Durante todo o tempo, Mick Box atuou como empresário da banda até que, em 5 de abril de 2005, eles contrataram Simon Porter como empresário.

### Wake the SleepereInto the Wild(2007–2013)

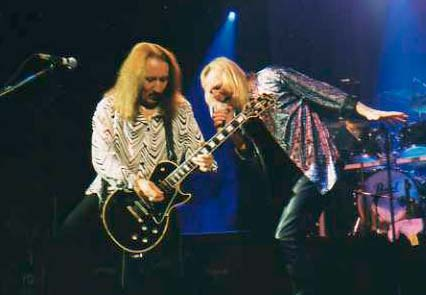
Mick Box e Bernie Shaw tocando ao vivo em Londres

No início de 2007, o baterista Lee Kerslake teve que deixar o grupo devido a problemas de saúde. Em março daquele ano a banda recrutou Russell Gilbrook como seu novo baterista e imediatamente começou a gravar um novo álbum de estúdio intitulado Wake the Sleeper, onde usaram bateria dupla nas canções Wake the Sleeper e War Child . Originalmente programado para um lançamento no verão de 2007, a Universal Music finalmente lançou Wake the Sleeper em 2 de junho de 2008.
Em outubro de 2009, o Uriah Heep lançou seu álbum de 40º aniversário, Celebration - Forty Years of Rock, contendo novas gravações de estúdio de doze de suas faixas mais conhecidas, além de duas músicas inéditas. "Esta coleção sublinha novamente que o Uriah Heep merece grande respeito por suas conquistas passadas, mas muito mais importante, deixa claro que esta é uma banda com um futuro brilhante, bem como uma história gloriosa", escreveu Chris Kee em seu 9/10 revisão na edição de fevereiro de 2010 da revista Powerplay.
Uma turnê pelos Estados Unidos para junho/julho de 2010 foi adiada devido a problemas de imigração; as duas primeiras datas tiveram que ser remarcadas. Isso resultou em uma aparição no BB King's em Nova York como sendo a primeira data da turnê. Em seguida, Uriah Heep se apresentou ao vivo no palco do Progressive Rock no inaugural High Voltage Festival no Victoria Park de Londres em 25 de julho de 2010. Eles tocaram o álbum Demons and Wizards de 1972 na íntegra, sendo acompanhados pelo ex-Whitesnake, Micky Moody, na guitarra slide.
Uriah Heep lançou seu 22º álbum de estúdio Into the Wild em 15 de abril de 2011 na Europa (3 de maio na América do Norte) via Frontiers Records.
O baixista Trevor Bolder morreu em 21 de maio de 2013 após sofrer de câncer pancreático. Ele tinha 62 anos. O baixista britânico John Jowitt (Ark, IQ, Arena) entrou temporariamente, seguido por Dave Rimmer.

### OutsidereLiving the Dream(2013–2019)
Em maio de 2013, quando a banda fez uma turnê pela Holanda, Alemanha, Áustria, Itália e Suíça, eles se juntaram novamente ao cantor do final dos anos 1970, John Lawton, que estava substituindo Bernie Shaw, que precisou de uma folga para um procedimento médico de rotina. Em seguida, Bernie e John lideraram o grupo em seu show em San Javier, Espanha, em 12 de julho.
Uriah Heep entrou em estúdio em janeiro de 2014 para começar a gravar seu 23º álbum de estúdio, Outsider, lançado em junho de 2014. O álbum apresentava o novo baixista Dave Rimmer, que havia substituído Trevor Bolder no ano anterior.
Em março de 2015, eles fizeram a "Down Unda Tour" visitando Sydney, Melbourne, Perth, Adelaide, Brisbane e Auckland. Em 25 de setembro, eles anunciaram o lançamento de seu álbum de maiores sucessos, Totally Driven, uma coleção de regravações de canções clássicas do Heep feitas em 2001, que foi lançada em 12 de novembro. Em 15 de outubro daquele ano, o grupo tocou ao lado de Ken Hensley e Lee Kerslake em um concerto especial de duas horas no Crocus City Hall em Moscou.
O cantor sueco Stefan Berggren, da Berggren Kerslake Band (BKB), substituiu Bernie Shaw nos vocais principais no Rosenheim Festival na Alemanha em 14 de julho de 2016 e novamente no mesmo ano para um festival de Ano Novo em Sibiu, Romênia, quando Shaw teve um compromisso familiar.
O ex-baixista John Wetton morreu em 31 de janeiro de 2017 de câncer colorretal.
Em 16 de novembro de 2017, foi relatado que o Uriah Heep começaria a gravar seu 24º álbum de estúdio, intitulado Living the Dream, com o produtor Jay Ruston. O álbum foi lançado em 14 de setembro de 2018, e a banda estava pronta para embarcar em uma turnê mundial de divulgação que os levaria até 2019.

### Chaos and Colour(2020–presente)
Em uma entrevista em julho de 2020 para o Sea of Tranquility, o guitarrista Mick Box e o baixista Dave Rimmer confirmaram que o Uriah Heep estava programado para começar a gravar seu 25º álbum de estúdio no início de 2021. Quando questionado sobre uma possível data de lançamento, Box disse: "Acho que o lançamento depende da gravadora, tenho que ser honesto. Nós nunca recebemos um grito sobre isso. Eles sempre parecem ter algum motivo para lançá-lo neste momento, naquele momento, seja qual for o momento." Em novembro de 2021, Box revelou que as sessões de gravação do novo álbum foram concluídas e "em LA agora sendo mixadas".
Dois ex-membros do Uriah Heep morreram em 2020: Lee Kerslake após uma longa batalha contra o câncer em 19 de setembro e Ken Hensley em 4 de novembro Ambos gravaram um álbum solo no início daquele ano, lançado postumamente no início de 2021. Outro ex-integrante do Uriah Heep, o vocalista John Lawton, faleceu em 29 de junho de 2021, aos 74 anos
Em 27 de janeiro de 2023, Uriah Heep lançou seu 25º álbum de estúdio, Chaos & Color, que foi precedido pelos dois singles "Save Me Tonight" e "Hurricane".

## Estilo musical e influência
A música de Uriah Heep tem sido predominantemente descrita por críticos e jornalistas como rock progressivo e heavy metal, com influências de acid rock, blues e folk. As características distintivas de Uriah Heep sempre incluíram um som de teclado maciço, fortes harmonias vocais e (nos primeiros anos) os vocais quase operísticos de David Byron. Em uma entrevista de 2018, o guitarrista Mick Box citou "harmonias vocais de cinco partes, órgão Hammond e guitarra wah-wah" como os principais elementos do som da banda.
Uriah Heep foi reconhecido como uma influência por numerosos atos, incluindo Iron Maiden, Queen, Accept, Ghost, Fates Warning, Sodom, Death, Dio, King Diamond, Avenged Sevenfold, Krokus e Axel Rudi Pell.

## Membros

### Atuais
- Mick Box – guitarra, backing vocals (1969–presente)
- Phil Lanzon – teclados, backing vocals (1986–presente)
- Bernie Shaw – vocal principal (1986–presente)
- Russell Gilbrook – bateria (2007–presente)
- Dave Rimmer – baixo, vocal de apoio (2013–presente)